# Wyaconda
Wyaconda est une ville du comté de Clark dans le Missouri, aux États-Unis.